# Third-Person-Perspektive
Die Third-Person-Perspektive (von englisch third person „dritte Person“) ist eine Kameraperspektive in Computerspielen, bei der sich der Punkt, von dem der Spieler das Spielgeschehen betrachtet, außerhalb der gesteuerten Spielfigur(en) befindet und die Spielfigur selbst im Bildausschnitt zu sehen ist. Das Gegenstück zur Third-Person- ist die Egoperspektive, auch Ich-Perspektive oder First-Person-Ansicht.
Die Third-Person-Perspektive kommt vor allem in Adventures, Rollenspielen sowie Actionspielen zum Einsatz. Weiter unterschieden wird nach Zwei- oder Dreidimensionalität der Darstellung sowie nach Anordnung von Spielfigur und Gegnern. So lassen sich zweidimensionale Third-Person-Spiele nach vertikaler oder horizontaler (Sidescroller) Ausrichtung oder Orientierung in beide Dimensionen unterscheiden. Dreidimensionale Third-Person-Spiele werden weiter unterteilt in Spiele mit Verfolgerperspektive, fester Kameraeinstellung oder Vogelperspektive, wie bei Echtzeit-Strategiespielen und Action-Rollenspielen üblich.

## Third-Person-Perspektive in 3D-Videospielen

### Verfolgerperspektive

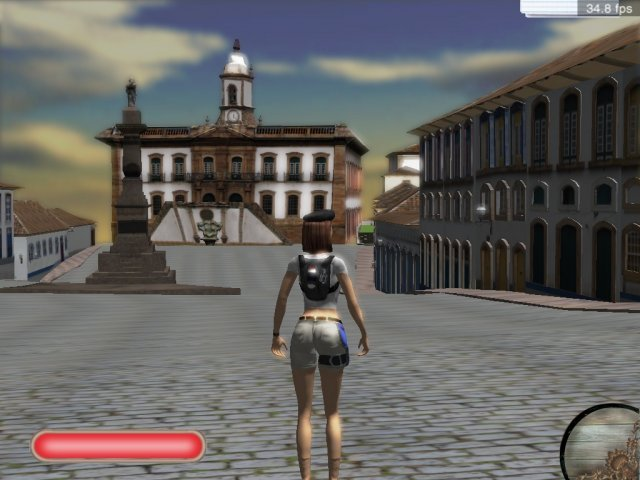
Verfolgerperspektive im Adventure ERD – Estrada Real Digital

Bei der Verfolgerperspektive befindet sich die Kamera in einer festen Position hinter der Spielfigur und wird synchron mit dieser (mit Hilfe der Maus oder eines Gamepads) frei gelenkt. Sie ist Standard für Third-Person-Shooter und weit verbreitet bei Rollenspielen, Action-Adventures und 3D-Jump-and-Runs. Sie hat in der Handhabung große Ähnlichkeit zur Egoperspektive und ist in einigen Spielen auch optional zu dieser einstellbar. Im Unterschied zur Egoperspektive erlaubt die Verfolgerperspektive eine bessere Handhabung von Blankwaffen und kampfsportartigen Attacken, da mehr vom Körper zu sehen ist. Andererseits gilt sie im Vergleich zur Egoperspektive als weniger mitreißend, da sie nicht direkt die „Weltsicht“ der Spielfigur nachbildet und somit der Grad der Immersion niedriger ist. Deshalb kommt bei VR-Spielen, so gut wie ausschließlich die Egoperspektive zum Einsatz.
Auf Grund der hohen Bekanntheit des Spiels Tomb Raider (1996) wurde die Verfolgerperspektive lange Zeit in der Presse „Tomb-Raider-Perspektive“ genannt. Die Umschaltmöglichkeit zwischen Verfolgerperspektive und Egoperspektive gewinnt an Popularität. Sie kam in The Elder Scrolls III: Morrowind (2002), Star Wars: Battlefront II (2005), The Elder Scrolls V: Skyrim (2011), Grand Theft Auto V (2013) und Cyberpunk 2077 (2020) zum Einsatz.
Beispiele:
- Tomb Raider (1996)
- Max Payne (2001)
- Gothic (2001)
- Dead Space (2008)

### Vogelperspektive

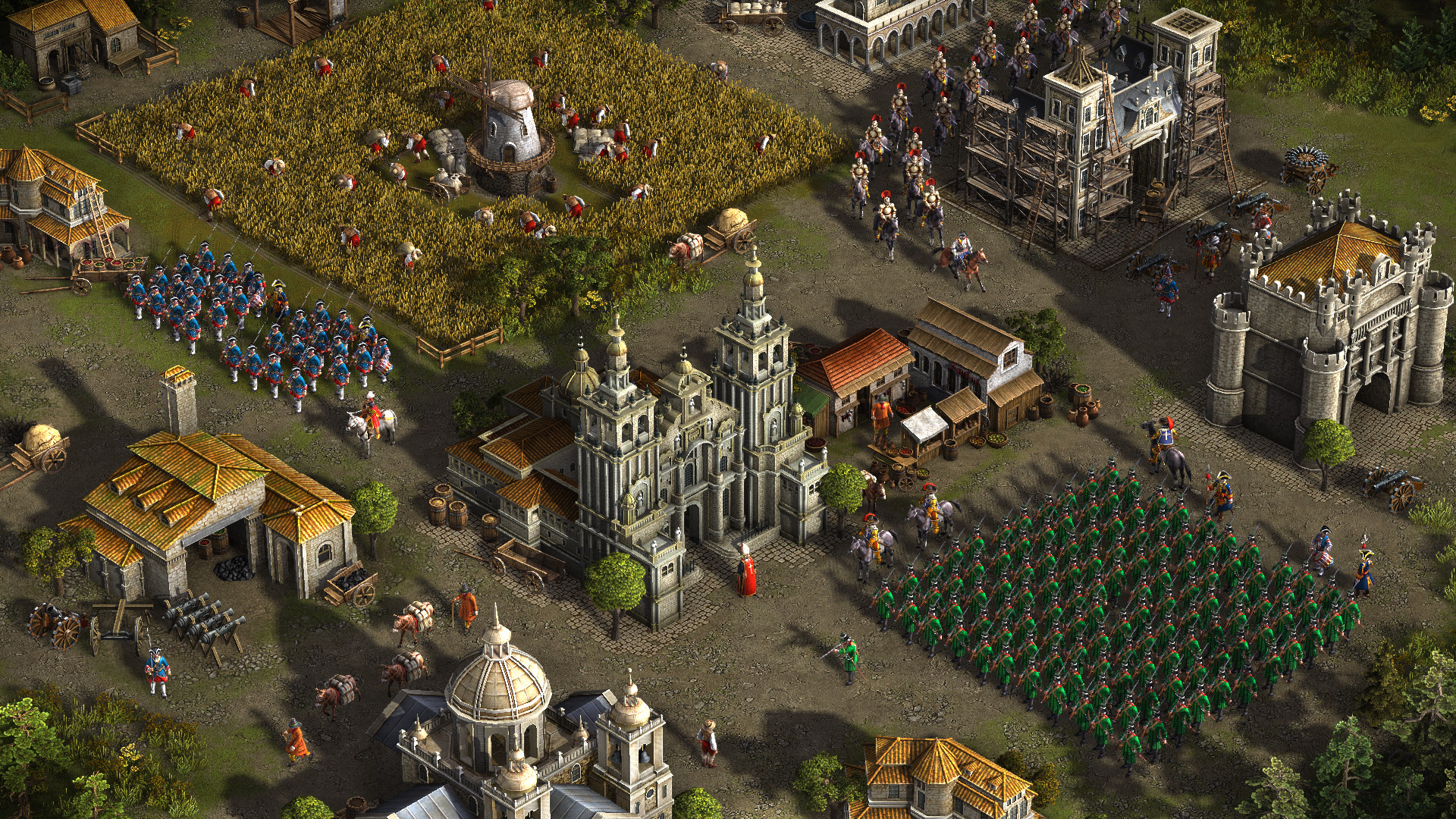
Vogelperspektive im Echtzeit-Strategiespiel Cossacks 3

Die Vogelperspektive zeigt die Spielfigur von schräg oben, dabei befindet sich die Kamera in einem deutlich weiteren Abstand von der Figur als bei der Verfolgerperspektive. Die Steuerung der Kamera erfolgt entweder synchron mit der Steuerung der Spielfigur (wie bei der Verfolgerperspektive) oder durch ein separates Kontrollschema. Sie bietet einen guten Überblick über die nähere Umgebung der Spielfigur. Oft können sogar angrenzende Räume eingesehen werden, indem sie ohne Decke dargestellt werden. Wegen der Übersichtlichkeit wird die Vogelperspektive oft in Spielen mit ausgeprägter taktischer Komponente verwendet. Die Vogelperspektive ist Standard bei Strategiespielen und wird auch oft bei Rollenspielen gebraucht, bei denen man eine Gruppe von Charakteren lenkt; diese fallen allerdings gewöhnlich nicht unter die Bezeichnung Third-Person-Perspektive (weil der feste Bezug zu einer Spielfigur fehlt). Doch es gibt auch einige Spiele, bei denen eine einzelne Spielfigur in der Vogelperspektive gesteuert wird.
Beispiele: 
- Die Sims (2000)
- Aurora Watching (2005)
- Shadowgrounds (2005)
- Diablo III (2012)

### Feste Kameraeinstellung

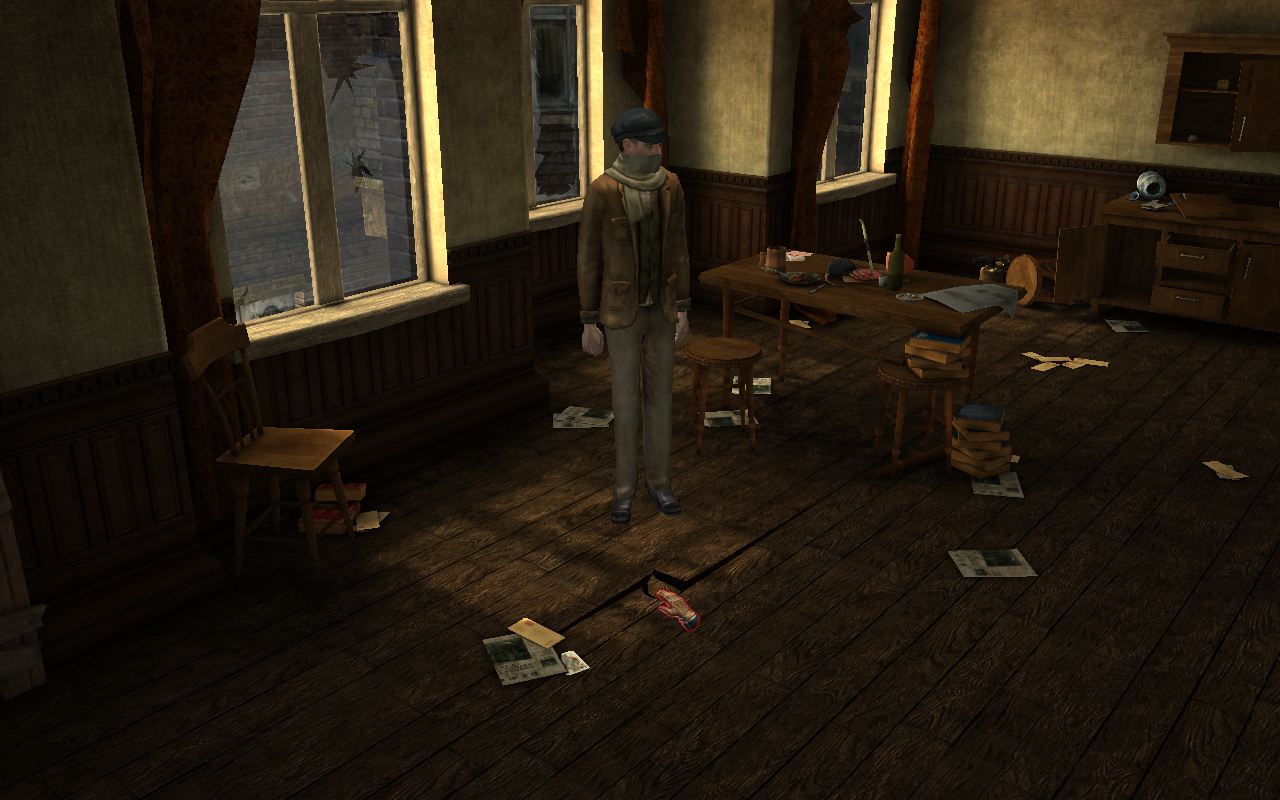
Feste Kameraeinstellung im Adventure Sherlock Holmes jagt Jack the Ripper

Hier bewegt sich die Spielfigur durch Szenerien, die jeweils mit fixierten Kameraeinstellungen dargestellt werden. Das bedeutet, dass die Spielfigur zwar frei im Raum bewegt werden kann, die Kamera jedoch nicht. Hiermit soll eine Film-ähnliche, dramatisierende oder spannungserzeugende Wirkung erzielt werden. Die Spielfigur ist dabei nacheinander aus den unterschiedlichsten Blickwinkeln zu sehen, was die Steuerung vergleichsweise kompliziert (deshalb lässt sich oft über zusätzliche Tasten die Kameraeinstellung in beschränktem Maße wechseln). Das Steuerungsschema kann dabei entweder relativ zur Ausrichtung der Spielfigur oder relativ zur aktuellen Kameraeinstellung ausgelegt sein. Die Third-Person-Perspektive mit festen Kameraeinstellungen ist sehr verbreitet im Subgenre Survival Horror und kommt allgemein in vielen Action-Adventures zum Einsatz.
Beispiele:
- Alone in the Dark (1992)
- Resident Evil (1996)
- Silent Hill (1999)
- Fahrenheit (2005)

## Third-Person-Perspektive in 2D-Videospielen
In Videospielen mit 2D-Grafik gibt es die Ansicht der Spielfigur aus der Seitenansicht (üblich bei Jump ’n’ Runs und Shoot ’em ups), der Draufsicht oder aus der isometrischen Perspektive.